# TV Jahn Hiesfeld
Der Turnverein Jahn Dinslaken-Hiesfeld e. V., kurz TV Jahn Hiesfeld, ist ein Sportverein aus dem Dinslakener Stadtteil Hiesfeld.

## Geschichte
Der TV Jahn Hiesfeld wurde am 14. Oktober 1906 gegründet, um den Vereinsmitgliedern die Turnkunst des Turnvater Jahns zu ermöglichen. 1907 nahm der TV Jahn Hiesfeld zum ersten Mal an einem Turnwettkampf teil. Mitte des Jahres 1915 wurde der sportliche Betrieb vorübergehend aufgrund des Ersten Weltkriegs eingestellt. Am 5. Januar 1919 wurde der Verein wieder ins Leben gerufen und der Betrieb wieder aufgenommen. 1921 entstand dann auch die Damenabteilung. 1923 wurden dann Handball, Schlagball und Faustball mit ins Programm aufgenommen.
1925 wurden die Handballer Meister des Rhein-Lippe-Gaues. Im selben Jahr begann man die Bauarbeiten für das Hiesfelder Stadion.
1928 wurde dann die Schwimmabteilung gegründet. Für einen regelrechten Handballboom sorgte 1936 Wilhelm Brinkmann. Brinkmann gewann mit der deutschen Handballnationalmannschaft olympisches Gold in Berlin. Mit Ausbruch des Zweiten Weltkriegs kam das Vereinsleben erneut zum Erliegen. 1945 wurde dann auch die Fußballabteilung des TV Jahn Hiesfeld gegründet.
Bis heute ist der TV Jahn Hiesfeld einer der größten Vereine am Niederrhein. Bekannte Vereinsmitglieder sind oder waren Wolfgang de Beer, Serkan Çalık, Markus Feldhoff, Patrick Wiencek, Wilhelm Brinkmann und Reinhard van der Heusen.

## Fußballabteilung

### Herren
Die Fußballer des TV Jahn Hiesfeld nahmen in der Saison 2009/10 als Aufsteiger in der Niederrheinliga teil. Die Mannschaft belegte am Saisonende den 8. Platz mit 13 Siegen, 6 Unentschieden und 13 Niederlagen, einem Torverhältnis von 40:46 Toren und 45 Punkten. In der folgenden Saison der Niederrheinliga 2010/11 belegten sie am Saisonende den 9. Platz mit 14 Siegen, 9 Unentschieden und 13 Niederlagen, 72:59 Toren und 51 Punkten. In dieser Saison wurde die Mannschaft vom ehemaligen Bundesligaspieler Christian Schreier trainiert. In der Saison 2011/12 belegten die Fußballer unter Trainer Christoph Schlebach den 5. Platz in der Niederrheinliga (17 Siegen, 4 Unentschieden, 13 Niederlagen; 55 Punkte, 55:59 Tore).
Durch die Auflösung der NRW-Liga und der Aufwertung der Verbandsligen spielt der TV Jahn Hiesfeld seit 2012 in der neu geschaffenen Oberliga Niederrhein. In der Saison 2012/13 belegte der TV Jahn Hiesfeld in der Oberliga Niederrhein den 9. Platz mit 16 Siegen, 6 Unentschieden und 16 Niederlagen (54 Punkte, 58:52 Tore). Mittelfristig visierte der TV Jahn Hiesfeld den Aufstieg in die Regionalliga West an. Außerdem will der TV Jahn Hiesfeld zur Saison 2012/13 in das Stadion des VfB Lohberg, der Dorotheen-Kampfbahn ziehen. Dadurch erhofft man sich mehr Einnahmen durch Sponsoren und eine größere Zuschauerzahl. Vermarktet wird der TV Jahn Hiesfeld seit 2011 vom Hellmich Marketing Management. Am 20. Juli 2012 erklärte der Präsident des VfB Lohberg den Plänen eines Umzuges nach Lohberg eine Absage, jedoch einigten sich beide Vereine, dass der TV Jahn Hiesfeld die Topspiele in Lohberg austragen darf.
In der Saison 2013/14 belegte der TV Jahn den 4. Platz in der Oberliga, 2015/16 sogar den 3. Platz. Nachdem man in der Saison 2018/19 mit 29 Punkten den 16. Platz belegte, musste der TV Jahn in die Landesliga Niederrhein absteigen. Am Ende der Saison 2021/22 wurde die Mannschaft trotz sportlicher Qualifikation in die Bezirksliga zurückgezogen.

### Besondere Spiele
- Am 30. August 2006 fand ein Freundschaftsspiel des TV Jahn Hiesfeld, damals als Bezirksligist (8. Liga), gegen den Bundesligisten Borussia Dortmund statt. Das Spiel endete vor rund 2.500 Zuschauern 13:0 für Borussia Dortmund. Initiator des Freundschaftsspiel war der ehemalige Bundesligatorhüter Wolfgang de Beer, der seine fußballerische Laufbahn beim TV Jahn Hiesfeld begann.
- Am 11. Mai 2010 fand ein Freundschaftsspiel des TV Jahn Hiesfeld gegen den Bundesligisten 1. FC Köln statt. Das Spiel endete vor etwa 500 Zuschauern 6:0 für den 1. FC Köln.
- Am 28. August 2013 fand ein Freundschaftsspiel des TV Jahn Hiesfeld (Oberliga Niederrhein 5. Liga) gegen den Bundesligisten Borussia Dortmund statt. Das Spiel endete vor etwa 6.000 Zuschauern 8:0 für Borussia Dortmund.
- Im Halbfinale des Niederrheinpokals 2013/2014 gewann der TV Jahn Hiesfeld (Oberliga Niederrhein) am 29. April 2014 gegen den KFC Uerdingen (Regionalliga West) mit 1:0. Das entscheidende Tor vor 1.815 Zuschauern im Hiesfelder Stadion am Freibad erzielte Danny Rankl in der 23. Spielminute.
- Im folgenden Finale des Niederrheinpokals unterlag der Oberligist dem Drittligisten MSV Duisburg am 15. Mai 2014 vor 24.002 Zuschauern in der Duisburger Schauinsland-Reisen-Arena mit 2:5. Hiesfeld war dabei zunächst in der 48. Spielminute durch Dennis Hecht in Führung gegangen, ehe Markus Bollmann (50.), Branimir Bajic (55.), Michael Gardawski (59.), Gökan Lekesiz (63.) und Kevin Wolze (66.) die Duisburger Tore erzielten. Danny Rankl setzte in der 78. Minute den Schlusspunkt zum 2:5 aus Hiesfelder Sicht.

### Jugend
Die Jugendabteilung umfasst in der Saison 21 Jugendmannschaften. Darunter spielt die A-, B- und D-Jugend in der Leistungsklasse.

## Handballabteilung
1976 wurden die „Veilchen“ Meister in der Bezirksliga, 1978 erfolgte der Aufstieg in die Verbandsliga. Ein Jahr später stieg man in die Oberliga auf, um dann wieder den Gang in die Verbandsliga antreten zu müssen. 1989 gelang der erneute Aufstieg in die Oberliga, in der man bis 2015 spielte. 2019 gelang dann wieder der Aufstieg in die 5. Liga (Oberliga). Eine nennenswerte Leistung war das Erreichen der 2. Runde des DHB-Pokals in der Saison 2007/08 gegen die HSG Nordhorn. Darüber hinaus gab es Freundschaftsspiele gegen Tusem Essen, den VfL Gummersbach und den TBV Lemgo.
Zu den bekanntesten ehemaligen Spielern gehören Patrick Wiencek und Dennis Szczesny. Die männlichen A-, B- und C-Jugenden spielen in der jeweils höchsten Jugendspielklasse.

## Hockeyabteilung
Die Hockeyabteilung wurde 1970 gegründet und besteht seitdem ununterbrochen. Sie ist mit ca. 500 Mitgliedern eine der größten im Ruhrbezirk des westdeutschen Hockeyverbandes und dort in allen Altersklassen vertreten.
Herren sowie Damen spielen auf dem Feld und in der Halle in der 1. Verbandsliga des WHV. Größte Erfolge waren mehrfache Aufstiege der Herren in die Oberliga.

## Weitere Abteilungen
Neben Fußball, Handball und Hockey existieren die Abteilungen Breitensport-Leichtathletik-Turnen, Schwimmen, Taekwondo und Tennis.